# 강북중학교 (서울)
강북중학교(江北中學校)는 대한민국 서울특별시 강북구 수유동에 있는 공립 중학교이다.

## 학교 연혁
- 1980년 12월 27일 : 쌍문중학교 설립 인가(학교부지 3,878) (서울특별시 도봉구 쌍문3동 400-1)
- 1981년 3월 1일 : 초대 김덕기 교장 취임
- 1981년 3월 9일 : 본관 교실 24실 1차 준공
- 1981년 3월 9일 : 제1회 입학식 (남 12학급 827명, 여 7학급 484명)
- 1981년 5월 21일 : 본교 개교식 거행
- 1981년 8월 4일 : 본관 교실 및 별관 교실 22실 2차 준공
- 1984년 2월 14일 : 제1회 졸업식 (남 826명, 여 486명)
- 1986년 3월 1일 : 특수학급 신설(1학급), 특수학급 증설(1학급)
- 1997년 1월 15일 : 강북중학교로 학교 명칭 변경(수유3동 694)
- 2004년 3월 10일 : 정보도서관 및 체육관 준공
- 2020년 3월 2일 : 제13대 김팔성 교장 취임
- 2023년 2월 2일 : 제40회 졸업식(졸업생 142명, 연 20,602명)

## 참고 자료
- 강북중학교 - 한국교육학술정보원 학교알리미